# Dafne Fernández
Pour les articles homonymes, voir Fernández.
Dafne Fernandez, née le 31 mars 1985 à Madrid, est une actrice, mannequin et danseuse espagnole.
Elle a accédé à la notoriété avec son rôle dans la série Un, dos, tres.

## Biographie
Depuis l'âge de neuf ans, elle prend des cours de danse classique et de musique au Conservatoire royal de danse de Madrid. 
En plus de sa formation de danseuse, elle a une longue expérience au cinéma et à la télévision car elle a décroché son premier rôle à 17 ans dans Un, dos, tres. Elle a joué dans des films comme Pajarico de Carlos Saura, dans lequel elle détient le rôle principal, Goya à Bordeaux du même réalisateur, Entre les jambes de Manuel Gomez Pereira, Malena est un nom de tango (es) de Gerardo Forgeron ou L'Autre Quartier réalisé par García Salvateur. Malgré son jeune âge, son talent de danseuse avait déjà été reconnu car elle avait été nommée l'une des dix meilleures danseuses d'Espagne. Elle a participé à la comédie musicale Fame. Elle a été la présentatrice de la 21e cérémonie des prix Goya en 2007 et elle est apparue dans le clip Caliente de Naím Thomas (en).
Elle a joué le rôle de Marta Ramos dans la série Un, dos, tres. Puis elle a aussi joué dans La Famille Serrano où, là encore, elle a fait voir son talent de danseuse.
En 2014, Dafne Fernández intègre la distribution de la nouvelle série de Telecinco, El chiringuito de Pepe sur la thématique de la cuisine, au côté de Blanca Portillo et Adrián Rodríguez. En 2015, à la suite d'un désaccord avec la production, elle annonce en plein tournage son départ de la série El chiringuito de Pepe. Son personnage quitte ainsi la série au milieu de la seconde saison.

### Vie personnelle
De octobre 2004 à octobre 2005, elle été en couple avec le joueur de tennis espagnol Fernando Verdasco.
Le 2 septembre 2017, elle épouse le photographe Mario Chavarría. Ils ont deux enfants : un garçon, Jon (né le 30 août 2018), et une fille, Alex (née le 9 décembre 2020).

## Filmographie

### Cinéma

#### Longs métrages
- 1996 : Malena es un nombre de tango de Gerardo Forgeron : Malena enfant
- 1997 : Pajarico de Carlos Saura : Fuensanta
- 1998 : Resulto final de Juan Antonio Bardem : Marìa José enfant.
- 1999 : Entre les jambes de Manuel Gomez Pereira : Celia
- 2000 : Goya à Bordeaux (Goya en Burdeos) de Carlos Saura : Rosario
- 2000 : El otro bario de Salvador García Ruiz
- 2001 : Juego de la luna de Mónica Laguna : Luna (14 ans)
- 2001 : Au bonheur des hommes (ca) (Hombres felices) de Roberto Santiago (es) : Hada
- 2002 : Box 507 de Enrique Urbizu : Maria Pardo Muñoz
- 2009 : Malamuerte de Vicente Pérez Herrero : Eva
- 2010 : L'Enfant loup de Gerardo Olivares : Pizquilla
- 2013 : Solo para dos de Roberto Santiago
- 2013 : Viral de Lucas Figueroa : Susana
- 2013 : Real Playing Game de Tino Navarro et David Rebordão : Kate jeune
- 2013 : Solo para dos
- 2017 : Perfectos desconocidos de Álex de la Iglesia : Blanca

#### Courts-métrages
- 2015 : Arreglarse para salir : Dafne
- 2017 : Evil : Janet

### Télévision

#### Séries télévisées
- 1996 : Canguros : une petite fille (1 épisode)
- 2000 : Paraiso : Irene (1 épisode)
- 2002-2005 : Un, dos, tres : Marta Ramos (63 épisodes)
- 2002-2006 : Hospital Central : Rebeca (2 épisodes)
- 2008 : La Famille Serrano : Luna (7 épisodes)
- 2009 : U.C.O : Sara (1 épisode)
- 2010 : Sexo en Chueca.com : Vero (11 épisodes)
- 2011-2013 : Inquilinos : Dafne (2 épisodes)
- 2010-2014 : Tierra de lobos : Nieves (42 épisodes)
- 2014-2016 : El chiringuito de Pepe : Mati Herranz (20 épisodes) [6]
- 2017 :  : Bea

#### Téléfilm
- 2011 : Terapia

## Distinctions

### Récompenses
- 2019 : Films Infest de la meilleure actrice dans un court-métrage pour Evil
- Festival Internacional de Cortometrajes de Torrelavega 2021 : Lauréate du Prix du Jury de la meilleure actrice dans un court-métrage pour At last

### Nominations
- 2022 : Ibicine de la meilleure actrice dans un court-métrage pour At last